# Equilabium
Equilabium, rod zeljastog bilja iz porodice medićevkiiz tropske Afrike i Azije. Sa 42 vrste smješten je u podtribus Plectranthinae, dio tribusa Ocimeae, potporodica Nepetoideae. Rod je opisan 2018. godine.

## Etimologija
Naziv roda Equilabium znači 'jednake usne', od aequus, što znači 'ravnomjeran, ravan ili jednak', i labia, što znači 'usna', što se odnosi na gornju i donju usnu vjenčića koje su otprilike jednake duljine.

## Opis
Jednogodišnje ili višegodišnje aromatične zeljaste biljke ili mekani grmovi. Lišće nasuprotno. Cvat tirsoidan, obično krajnji. Cvjetovi na peteljci. Čaška ljevkasta, ravna s peteljkom pričvršćenom simetrično na dnu čaške, dvousna; stražnja usna s jednim širokim režnjem; prednja usna 4-režnjevita. Vjenčić dvousan s usnama jednake dužine; cijev u obliku slova S, širi se prema grlu; stražnja usna 4-režnjevita uspravna ili uzlazna; prednji režanj vodoravan, ponekad naboran na vrhu. Prašnika 4; filamenti nisu srasli zajedno, drže se unutar prednje usne. Stil bifidan sa subuliranim režnjevima. Oraščići jajasti.

## Rasprostranjenost
Uglavnom Afrika, svega dvije vrste u Aziji (Indija), E. molle i E. subincisum.

## Vrste
1. Equilabium acaule (Brummitt & Seyani) Mwany., Culham & A.J.Paton
2. Equilabium agnewii (Lukhoba & A.J.Paton) Mwany. & A.J.Paton
3. Equilabium annuum (A.J.Paton) Mwany. & A.J.Paton
4. Equilabium caespitosum (Lukhoba & A.J.Paton) Mwany. & A.J.Paton
5. Equilabium candelabriforme (Launert) Mwany. & A.J.Paton
6. Equilabium cinereum (A.J.Paton) Mwany. & A.J.Paton
7. Equilabium dissectum (Brenan) Mwany. & A.J.Paton
8. Equilabium dolomiticum (Codd) Mwany. & A.J.Paton
9. Equilabium equisetiforme (E.A.Bruce) Mwany. & A.J.Paton
10. Equilabium flaccidum (Vatke) Mwany. & A.J.Paton
11. Equilabium glandulosum (Hook.f.) Mwany. & A.J.Paton
12. Equilabium goetzei (Gürke) Mwany. & A.J.Paton
13. Equilabium gracile (Suess.) Mwany. & A.J.Paton
14. Equilabium intrusum (Briq.) Mwany. & A.J.Paton
15. Equilabium janthinothryx (Lebrun & L.Touss.) Mwany. & A.J.Paton
16. Equilabium jebel-marrae (Wickens & B.Mathew) A.J.Paton
17. Equilabium kamerunense (Gürke) Mwany. & A.J.Paton
18. Equilabium laxiflorum (Benth.) Mwany., A.J.Paton & Culham
19. Equilabium longipes (Baker) Mwany. & A.J.Paton
20. Equilabium mafiense (A.J.Paton) Mwany. & A.J.Paton
21. Equilabium masukense (Baker) Mwany. & A.J.Paton
22. Equilabium megafolium (A.J.Paton) Mwany. & A.J.Paton
23. Equilabium molle (Aiton) Mwany. & A.J.Paton
24. Equilabium orbiculare (Gürke) Mwany. & A.J.Paton
25. Equilabium parvum (Oliv.) Mwany. & A.J.Paton
26. Equilabium pauciflorum (Baker) Mwany. & A.J.Paton
27. Equilabium petiolare (Benth.) Mwany. & A.J.Paton
28. Equilabium pinetorum (A.J.Paton) Mwany. & A.J.Paton
29. Equilabium pubescens (Baker) Mwany. & A.J.Paton
30. Equilabium pulcherrimum (A.J.Paton) Mwany. & A.J.Paton
31. Equilabium radiatum (A.J.Paton) Mwany. & A.J.Paton
32. Equilabium rungwense (A.J.Paton) Mwany. & A.J.Paton
33. Equilabium scopulicola (A.J.Paton) Mwany. & A.J.Paton
34. Equilabium selukwense (N.E.Br.) Mwany. & A.J.Paton
35. Equilabium spananthum (A.J.Paton, Friis & Sebsebe) A.J.Paton
36. Equilabium stenophyllum (Baker) Mwany. & A.J.Paton
37. Equilabium stenosiphon (Baker) Mwany. & A.J.Paton
38. Equilabium stolzii (Gilli) Mwany. & A.J.Paton
39. Equilabium subincisum (Benth.) Mwany., Smitha & A.J.Paton
40. Equilabium vesiculare (A.J.Paton) Mwany. & A.J.Paton
41. Equilabium viphyense (Brummitt & Seyani) Mwany., Culham & A.J.Paton
42. Equilabium wollastonii (S.Moore) Mwany. & A.J.Paton